# 胡安曼努埃爾卡希加爾市

胡安曼努埃爾卡希加爾市（西班牙語：Municipio Juan Manuel Cajigal），是委內瑞拉的一個市，位於該國東北部安索阿特吉州，首府設於奧諾托，面積1,741平方公里，2007年人口13,747，人口密度為每平方公里7.9人。